# Crambe persica
Crambe persica är en korsblommig växtart som beskrevs av Pierre Edmond Boissier. Crambe persica ingår i släktet krambar, och familjen korsblommiga växter. Inga underarter finns listade i Catalogue of Life.